# Butiama
Butiama est une ville du nord de la Tanzanie et le lieu de naissance de Julius Nyerere, le premier président de Tanzanie. 
Butiama est le centre administratif du district de Butiama, situé dans la région de Mara ; c'est aussi la zone résidentielle de l'ethnie Wazanaki. Le Musée Nyerere est situé dans la ville.
Le nom de Butiama a été donné notamment à un ferry, MV Butiama, qui relie Mwanza à Ukerewe.
Selon le recensement national tanzanien de 2002, Butiama comptait alors 15 383 habitants.